# Dănilă Deac
Dănilă Deac (n. 1856, Mociu, județul Cluj – d. 1953, Mociu, județul Cluj) a fost un deputat în Marea Adunare Națională de la Alba Iulia, organismul legislativ reprezentativ al „tuturor românilor din Transilvania, Banat și Țara Ungurească”, cel care a adoptat hotărârea privind Unirea Transilvaniei cu România, la 1 decembrie 1918:p. 63 .

## Biografie
Dănilă Deac a fost agricultor în satul Mociu. În adunarea populară din 24 noiembrie 1918, a fost ales delegat la Marea Adunare Națională de la Alba Iulia:p. 63.

## Activitatea politică
Ca deputat în Adunarea Națională din 1 decembrie 1918, Dănilă Deac a fost delegat Cercului Electoral Cojocna:p. 168.